# Cethosia ceramensis
Cethosia ceramensis är en fjärilsart som beskrevs av Hans Fruhstorfer 1902. Cethosia ceramensis ingår i släktet Cethosia och familjen praktfjärilar. Inga underarter finns listade i Catalogue of Life.